# Emanuel Swedenborg
Emanuel Swedenborg, przed nobilitacją Swedberg (ur. 29 stycznia?/8 lutego 1688 w Sztokholmie, zm. 29 marca 1772 w Londynie) – szwedzki naukowiec, filozof, mistyk i interpretator Pisma Świętego.
Pod koniec XVIII wieku na bazie przesłania pism Swedenborga ugruntowała się doktryna religijna nazywana Nowym Jeruzalem. Oparta ona została na wierze w to, że szwedzki naukowiec doświadczył bezpośredniej wizji Sądu Ostatecznego i powtórnego nadejścia Boga, będąc tym samym wtajemniczonym w ukryte treści Pisma Świętego.
Swedenborg był również twórcą koncepcji angelologicznej, której centralnym punktem była wizja płciowego Anioła jako stadia rozwoju duchowego człowieka.
Jego Principiarerum naturalium sive novorum tentaminum phaenomena mundi elementaris philosophice explicandi były umieszczone w index librorum prohibitorum dekretem z 1738 roku.

## Życie

### Wczesne lata
Emanuel Swedenborg urodził się w rodzinie o silnie religijnych tradycjach. Dom Swedenborgów wypełniała atmosfera bogobojności, często dyskutowano na tematy teologiczne. Jego ojcem był biskup Jesper Swedberg, późniejszy profesor teologii na uniwersytecie w Uppsali i biskup Skara. Oskarżony był o herezję, ponieważ kładł większy nacisk na cnoty wiary i miłości i wspólnotę z Bogiem niż na dogmaty Kościoła luterańskiego w Szwecji. Matka, Sara Behm, zmarła, gdy Swedenborg miał 8 lat. Obaj jego dziadkowie zajmowali się górnictwem. Ojciec biskupa Swedberga, Daniel Isaacson, był górnikiem i właścicielem kopalni, podobnie jak dziadek Swedenborga ze strony matki, Albrecht Behm.
Ukończywszy w 1710 r. studia na uniwersytecie w Uppsali młody Swedenborg rozpoczął podróż po Europie, odwiedzając Anglię, Niderlandy, Francję i Niemcy, studiując filozofię i pisząc łacińskie wiersze, których zbiór opublikował w 1710 r. W 1715 wrócił do Uppsali i poświęcił się naukom przyrodniczym i pracom inżynieryjnym. Od 1716 do 1718 wydawał czasopismo naukowe, Daedalus hyperboreus – zapis mechanicznych i matematycznych wynalazków i odkryć.
W 1716 został przedstawiony królowi Szwecji, Karolowi XII, który wyznaczył go na nadzwyczajnego eksperta szwedzkiej komisji górnictwa (Bergskollegium). Sprawozdania Swedenborga na temat wytopu i oznaczania prób metali były znakomite pod względem szczegółowości i porównania metod szwedzkich z innymi. Dwa lata później odznaczył się podczas oblężenia Frederikshall dzięki wynalazkowi maszyn do transportu łodzi i galer lądem ze Strömstad do Iddefjord, na odległość 14 mil. Zaprzyjaźnił się z Christopherem Polhemem i opisał obszernie jego wynalazki i idee.
W tym samym roku opublikował wiele prac związanych z matematyką i mechaniką. Po śmierci Karola XII królowa Ulryka nadała Swedenborgowi i jego rodzeństwu tytuł szlachecki; w Szwecji w XVII i XVIII wieku w przypadku dzieci biskupów powszechne było nadawanie im szlachectwa jako wyrazu uznania dla zasług ojca. Nazwisko zostało zmienione ze Swedberg na Swedenborg.
Był gorącym patriotą. W izbie parlamentarnej, której był członkiem (Riddarhuset), wnosił duży wkład do politycznej dyskusji – wypowiadał się na takie tematy jak waluta, układ dziesiętny, bilans handlowy, ustawy alkoholowe. Silnie sprzeciwiał się wprowadzeniu prawa zwiększającego uprawnienia Korony. Następne lata były poświęcone obowiązkom urzędowym, które związane były z inspekcją szwedzkich, saksońskich, czeskich i austriackich kopalń. W 1724 Swedenborgowi zaproponowano stanowisko szefa katedry matematyki na uniwersytecie w Uppsali, które odrzucił, twierdząc, że matematykowi nie wolno ograniczać się do teorii. Jego badawczy, filozoficzny umysł pragnął szerszych studiów.

### Teoretyczna praca naukowa
Już w 1721, w pracy Prodromus principiorum rerum naturalium, Swedenborg usiłował położyć fundament pod naukowe objaśnienie wszechświata. Ukończył też do tego czasu pierwszą wersję swego dzieła Principia. Ukazało się ono w 1734, w trzech tomach. Tom pierwszy, Opera philosophica et mineralia, zawierał poglądy Swedenborga na pierwotne reguły rządzące wszechświatem – ciekawą mechaniczną i geometryczną teorię początku rzeczy. Kolejne tomy dotyczyły żelaza, stali, miedzi i mosiądzu, ich wytopu, przemian, oznaczaniu ich próby oraz doświadczeń chemicznych z ich udziałem.
Niewątpliwie Swedenborg przewidział wiele naukowych faktów i koncepcji, które są zwykle uważane za dużo nowocześniejsze. Dopiero pod koniec XIX wieku zebrano i właściwie zewidencjonowano jego liczne pisma, z których wynikało, że było niewiele dziedzin nauki, którymi się zajmował, w których nie wyprzedziłby swoich czasów. Jego praca o paleontologii czyni z niego prekursora wszystkich skandynawskich geologów i jego wkład choćby tylko w tę dziedzinę wystarczyłby do zyskania sławy.
Był też wielkim fizykiem i na długo przed Kantem i Laplacem wysunął mgławicową hipotezę ukształtowania się planet i słońca. Jego teoria światła i teoria kosmicznych atomów były równie zadziwiające. Opisał także zjawisko fosforescencji i przedstawił cząsteczkową teorię magnetyczną, która już wtedy zawierała kilka głównych elementów hipotez z początku XX wieku.
Wielki francuski chemik, Jean-Baptiste Dumas, wyraził uznanie dla Swedenborga za pierwszą próbę stworzenia systemu krystalografii. Swedenborg jako pierwszy użył rtęci w pompie powietrznej i wymyślił metodę określania długości geograficznej na morzu przez obserwację księżyca pośród gwiazd. Zasugerował użycie doświadczalnych zbiorników do testowania mocy modeli statku, wynalazł tubę słuchową dla głuchych, ulepszył typowy w swoim kraju rodzaj pieca, interesował się bronią maszynową, sporządził nawet szkic maszyny latającej.
Maszyna składała się z lekkiej ramy pokrytej mocnym płótnem, z dwoma wielkimi wiosłami – skrzydłami, poruszającymi się w poziomie tak, że ruch w górę nie spotykał się z żadnym oporem, podczas gdy ruch w dół dostarczał siły wznoszącej. Swedenborg wiedział, że maszyna nie będzie latać, ale zasugerował pomysł jako wstępny i był pewien, że problem zostanie kiedyś rozwiązany. Powiedział: Łatwiej rozmawiać o takiej maszynie, niż wprowadzić ją w życie, ponieważ wymaga ona większej siły i mniejszej wagi, niż ma ludzkie ciało. Mechanika mogłaby być może zasugerować jakiś sposób, na przykład silną sprężynę spiralną. Jeżeli weźmiemy te obserwacje pod uwagę, być może za jakiś czas komuś uda się lepiej zużytkować nasz szkic i dzięki zmianom i dodatkom spowodować to, co my możemy tylko zasugerować. Istnieją przecież w przyrodzie wystarczające dowody na to, że takie loty mogą mieć miejsce bez ryzyka, chociaż pierwsze próby mogą być okupione zapłatą za zyskane doświadczenie w postaci złamanej ręki albo nogi.
W 1734 Swedenborg opublikował Prodromus philosophiae ratiocinantis de infinito, et causa finali creationis, dzieło traktujące o relacji skończoności z nieskończonością i duszy z ciałem, w którym usiłował ukazać związek pomiędzy nimi. Od tego czasu powziął sobie za cel odkrycie natury duszy i duchowości za pomocą studiów anatomicznych. We wszystkich swych badaniach uznawał wyższość spraw duchowych i boskich. Podróżował po Niemczech, Francji i Włoszech w poszukiwaniu najznakomitszych nauczycieli i książek dotyczących człowieka. Efektem poszukiwań było wydanie m.in. Oeconomia regni animalis (Londyn, 1740-1741) i Regnum animale (Haga, 1744-1745; Londyn, 1745).
Najbardziej istotne były jednak badania Swedenborga w dziedzinie fizjologii. W 1901 profesor Max Neuberger z Wiednia zwrócił uwagę na pewne nowatorskie poglądy Swedenborga dotyczące funkcjonowania mózgu. Uniwersytet wiedeński zwrócił się do szwedzkiej Królewskiej Akademii Nauk Przyrodniczych o kompletne wydanie jego rozpraw naukowych, co zakończyło się utworzeniem komisji ekspertów, której powierzono to zadanie.
Jest oczywiste, że Swedenborg (150 lat przed jakimkolwiek innym naukowcem) wykazał, że aktywność mózgu jest synchroniczna z oddychaniem, a nie z pracą serca i krążeniem krwi. Odkrycie to nadal nie jest w pełni brane pod uwagę i rozumiane. To on także doszedł do współczesnych wniosków dotyczących działalności mózgu jako połączonej aktywności jego poszczególnych komórek. Kora mózgowa, szczególnie zaś jej elementy – komórki nerwowe – tworzą zdaniem Swedenborga siedzibę duszy i są podzielone stosownie do różnych funkcji.
Jego poglądy na fizjologiczne funkcje rdzenia kręgowego także nie odbiegają od wyników najnowszych badań. Przewidział m.in. wiele funkcji gruczołów bezkanałowych, które dzisiejsi badacze dopiero zaczynają odkrywać.

## Swedenborgianizm

### Teologia
Do osiągnięcia wieku średniego Swedenborg działał głównie jako uczony, badacz i polityk. Doświadczył jednak głębokiej przemiany, z powodu której porzucił badania naukowe na rzecz studiów psychologicznych i duchowych. Nie udało mu się wyjaśnić nieskończoności, duchowości oraz ich relacji z człowiekiem ani zasadami geometrii, ani fizyki, ani też metafizyki, choć uchwycił elementy faktów i metod, które, jego zdaniem, wymagały jedynie rozwinięcia.
Pod koniec życia napisał do Friedricha Christofa Oetingera, że najpierw został wprowadzony przez Boga w nauki przyrodnicze, a po latach przygotowań od 1710 do 1745, otwarło się dla niego niebo. To wielkie wydarzenie opisał w liście do Thomasa Hartleya, proboszcza Winwick, jako „otwarcie duchowej percepcji”, „manifestację Boga skierowaną do niego osobiście,” „wprowadzenie do duchowego świata”.
Przed owym duchowym oświeceniem doświadczał snów i wizji, słyszał tajemnicze głosy. Twierdził, że Bóg napełnił go swym Duchem, by przekazać mu doktrynę Nowego Kościoła. Upoważnił go do tej misji, dopuścił do świata duchowości, pokazał mu niebo i piekło, dał możliwość rozmowy z aniołami i duchami przez całe lata. Jednak to nie żaden anioł przekazał mu wiążące informacje na temat doktryny, ale sam Bóg – podczas lektury Słowa. (True Christian Religion – Prawdziwa religia chrześcijańska, nr 779).
Gdzie indziej Swedenborg mówi o swym urzędzie jako głównie otwarciu na duchowe znaczenie Słowa. O okolicznościach pierwszego nadzwyczajnego objawienia opowiadał przyjacielowi Robsahmowi. Robsahm relacjonuje słowa Swedenborga: Bóg objawił mu się i powiedział Jestem Bogiem, Panem, Stwórcą i Odkupicielem świata. Wybrałem ciebie, by odsłonić duchowy sens Pisma Świętego. Sam podyktuję Ci, co masz napisać. Od tamtego czasu Swedenborg zaniechał wszystkich działań związanych z nauką doczesnego świata, zajmując się jedynie objaśnianiem spraw duchowych.
W 1747 r., ku żalowi kolegów, zrzekł się stanowiska eksperta do spraw kopalnictwa, aby móc poświęcić się swemu wyższemu powołaniu. Poprosił tylko o przyznanie mu emerytury w wysokości połowy dotychczasowej pensji. Zajął się od nowa studiowaniem języka hebrajskiego i zaczął sporządzać wielotomowe prace dotyczące interpretacji Pisma.
Od 1747 r. aż do śmierci mieszkał na przemian w Szwecji, Holandii i Londynie, tworząc i publikując swe dzieła. Zmarł w Londynie i został tam pogrzebany w luterańskiej parafii św. Jerzego na Princes Square. 7 kwietnia 1908 jego szczątki na prośbę szwedzkiego rządu przeniesiono do Sztokholmu.
Swedenborg zyskiwał szacunek, zaufanie i miłość wszystkich stykających się z nim osób. Chociaż ludzie może i nie zawsze wierzyli w jego wizje, bali się je wyśmiewać w jego obecności. Ci, którzy z nim rozmawiali, mieli poczucie obcowania z samą prawdą. Nigdy nie spierał się w sprawach religii i jeżeli musiał się bronić, robił to łagodnie i lakonicznie.
Żył w sposób skrajnie prosty; jego dieta składała się głównie z chleba, mleka i znacznych ilości kawy. Nie zwracał uwagi na zmieniające się pory dnia i czasami leżał przez całe dnie pogrążony w ekstazie, podczas gdy jego służący bywali zaniepokojeni dziwnymi dźwiękami dochodzącymi z jego pokoju, które Swedenborg przypisywał swemu konfliktowi ze złymi duchami. Jego kontakty z Duchem były jednak zazwyczaj ciche, miały miejsce w biały dzień i w pełnej świadomości.
Jego przyjaciele podawali przykłady dowodzące jego jasnowidztwa i dostępu do niewidzialnego świata, nie ma jednak dowodu z pierwszej ręki na ich prawdziwość. Sprawa widzeń Swedenborga zaciekawiła samego Kanta w 1763, ale w 1765, po głębszych badaniach, wywnioskował on, że w większości przekazy o nich wzięły się z powszechnie krążących wśród ludu opowieści.
Jako teolog, Swedenborg nigdy nie próbował głosić kazań ani stworzyć sekty. Wierzył, że członkowie wszystkich kościołów mogliby należeć do Nowego Kościoła bez tworzenia oddzielnej organizacji. Jego teologiczne pisma z grubsza można zaklasyfikować do czterech grup:
1. Książki dotyczące duchowej filozofii, takie jak Boża miłość i mądrość, Boska opatrzność, Relacja między duszą a ciałem, Miłość wzajemna;
2. Pisma wyjaśniające, jak Arkana niebiańskie (wyjaśniające duchowy sens Księgi Rodzaju i Księgi Wyjścia), Apokalipsa ujawniona, Apokalipsa wyjaśniona;
3. Doktrynalne, jak Nowa Jerozolima i jej niebiańskie doktryny, Cztery doktryny główne, Doktryna miłosierdzia, Prawdziwa religia chrześcijańska, Kanony Nowego Kościoła;
4. Eschatologiczne, takie jak Niebo i piekło, Sąd ostateczny.

Wiele pism Swedenborga przetłumaczono na większość języków europejskich oraz na język arabski, hindi i japoński.
Teozoficzny system Swedenborga jest najogólniej przedstawiony w jego Bożej miłości i mądrości. Perspektywa obserwowania Boga powinna przyjąć założenie, iż jest on Boskim Człowiekiem. Jego istotą jest nieskończona miłość. Jego manifestacją – nieskończona mądrość. Boża miłość jest samoistniejącym życiem wszechświata.
Od Boga emanuje święta kula, która ukazuje się w duchowym świecie jako słońce, a od tego duchowego słońca pochodzi słońce naturalnego świata. Duchowe słońce jest źródłem miłości i inteligencji – czyli życia, a rzeczywiste słońce – źródłem natury albo „naczyń” dla życia; pierwsze jest żywe, drugie martwe.
Dwa światy – przyroda i duch – są całkowicie odmienne, ale głęboko ze sobą związane przez analogiczne istoty, prawa i siły. Każdy ma swą atmosferę, wody i ziemię, ale w jednym są one fizyczne, a w drugim – duchowe. W Bogu są trzy nieskończone i niestworzone „stopnie” bytu, a w człowieku i wszystkich rzeczach odpowiednie trzy stopnie – ograniczone i stworzone. Są to: miłość, mądrość, użyteczność, albo koniec, przyczyna i skutek.
Ostateczny koniec wszystkich rzeczy ma miejsce w Boskim Umyśle, przyczyny wszystkich rzeczy mają źródło w duchowym świecie, a ich skutki – w świecie naturalnym. Poprzez umiłowanie każdego z tych stopni, człowiek dochodzi do połączenia z nimi i światami przyrody, ducha i Boga. Końcem stworzenia jest to, że człowiek może to połączenie osiągnąć i stać się obrazem swego Stwórcy i stworzenia.
W człowieku istnieje wola przyjęcia boskiej miłości i zrozumienia boskiej mądrości – spływają one do niego tak, że stają się ludzkimi. Przed upadkiem człowieka ten przypływ był niczym nieskrępowany, a połączenie człowieka z Bogiem było pełne. Jednakże od tamtego czasu związek ten został przerwany i Bóg musiał zainterweniować. W końcu potęga i wpływ duchów ciemności, z którymi człowiek połączył się przez grzech, stały się tak wielkie, że istnienie rodu ludzkiego było zagrożone. Bóg musiał zstąpić do natury, by przywrócić swój związek z człowiekiem. Nie mógł zrobić tego w sposób jawny, przy w pełni odsłoniętej boskości, ponieważ ciemne moce wtedy zginęłyby, a on nie pragnął ich zniszczyć, lecz tylko je podbić.
Innym celem ucieleśnienia Boga była manifestacja jego boskiej miłości pełniej niż kiedykolwiek przedtem. Swedenborg całkowicie odrzucał ortodoksyjną doktrynę pokuty; jedność Boga, w przeciwieństwie do jego idei trójcy kościoła, jest zasadniczą cechą jego nauczania. Inną cechą dystynktywną jest to, że Bóg nie wrócił do nieba nie pozostawiając po sobie swej jawnej reprezentacji w słowie Pisma Świętego.
To słowo jest wiecznym wcieleniem, ze swym potrójnym sensem – naturalnym, duchowym, niebiańskim. Swedenborg zaś stał się dawcą tego słowa z Boskiego upoważnienia – założycielem Nowego Kościoła. To, że mógł dostrzec i zrozumieć duchowe i niebiańskie znaczenie słowa, zostało mu umożliwione poprzez bezpośrednie objawienie i kontakt z Bogiem, aniołami, przez co otrzymał klucz do wyjaśnienia skarbu Bożej mądrości.
Swedenborg twierdził też, że poprzez dopuszczenie do duchowego świata nauczył się prawdy o przyszłym życiu ludzi, ujrzał niebo i piekło, zrozumiał prawdziwą doktrynę Opatrzności, dotarł do źródeł zła, pojął wagę świętości i nierozerwalności małżeństwa, stał się świadkiem Sądu Ostatecznego i powtórnego przyjścia Boga, które odebrał jako zdarzenie współczesne. Powiedział: Cała religia ma związek z życiem, a życie religijne to czynienie dobra.

## Nowi Chrześcijanie
Emanuel Swedenborg wywarł swym nauczaniem wielki wpływ m.in. na S.T. Coleridge’a, Roberta i Elizabeth Browningów, Coventry’ego Patmore’a, Henry’ego Warda Beechera, Thomasa Carlyle’a i Williama Blake’a. Uwaga współczesnych psychologów jest skierowana na jego doktrynę w zakresie relacji elementów wszechświata do ludzkiego ciała.
Swedenborgianizm, ugruntowany przez zwolenników Swedenborga, jest oparty na wierze w to, że rzeczywiście doświadczył on wizji Sądu Ostatecznego i powtórnego nadejścia Boga. Zapoczątkowało to Nowy Kościół z nową doktryną ogłoszoną przez niego, a wywiedzioną bezpośrednio z Pisma Świętego, w którego tajniki został on jako pierwszy tak głęboko wprowadzony.
Doktryny Nowego Kościoła, według Liturgii (zawierającej „Credo” i „Prawdy Wiary”) są następujące:
- Jest jeden Bóg, w którym obecna jest Święta Trójca; jest nim Pan Jezus Chrystus.
- Zbawienie daje nie tylko wiara w Niego, ale zwłaszcza miłość.
- Zła należy się wystrzegać, gdyż pochodzi ono od Szatana.
- Należy czynić dobrze, gdyż dobre czyny pochodzą od Boga.
- Czynić ma to wszystko sam człowiek, lecz należy wierzyć, że owe czyny dokonują się przez Pana i z Jego woli.

Swedenborgianie tworzą obecnie rozbudowaną społeczność z uregulowaną organizacją i hierarchią kościelną.

## Swedenborg po polsku
Uwaga: poniższa lista może być niekompletna.
- Dziennik snów (szw. Drömboken), wyd. Dom Wydawniczy REBIS, Poznań 1996
- O niebie i jego cudach również o piekle według tego co słyszano i widziano (łac. De Caelo et Ejus Mirabilibus et de inferno. Ex Auditis et Visis), wyd. Przedświt, 1993, na podstawie wydania londyńskiego z 1880 roku
- O stosunkach między duszą i ciałem (łac. De Commercio Animæ & Corporis), wyd. Miniatura, Kraków 2005